# Indersdorf (Franz Marc)
Indersdorf ist der Bildtitel eines Gemäldes von Franz Marc (1880–1916). Es gehört zu den Frühwerken des Malers und befindet sich in der Sammlung der Städtischen Galerie im Lenbachhaus in München.

## Geschichte
Das Bild entstand 1904 in einer Zeit, in der Franz Marc sich mehrmals in Markt Indersdorf im Landkreis Dachau aufhielt. Im Jahr zuvor hatte Marc eine Reise nach Frankreich unternommen und dort den Impressionismus kennengelernt. Nach der Rückkehr hatte er sein Studium an der Akademie der Bildenden Künste München abgebrochen und suchte nun autodidaktisch nach einem eigenen Stil mit helleren und kräftigeren Farben.

## Beschreibung
Das Gemälde ist 40 cm hoch und 31,5 cm breit. Es wurde mit Ölfarbe auf Leinwand gemalt.
Die obere Bildhälfte zeigt vor allem das Gasthaus zur Mühle in dem Dorf Glonn, einem Ortsteil des Marktes Indersdorf, und benachbarte Gebäude. Im Vordergrund fließt der Fluss Glonn, über den am rechten Bildrand eine Brücke führt. Zwischen Gasthaus und Fluss erstrecken sich langgezogene Beete. Auf einem Zaun zwischen den Beeten und der Straße hängen bunte Kleidungsstücke. Die Fassade des Gasthauses, der Zaun und die Kleidungsstücke spiegeln sich im bewegten Wasser.
Es handelt sich um eines der wenigen Bilder Marcs, die eine bestimmte landschaftliche Lokalität darstellen.